# Lapptjärnen (Edefors socken, Norrbotten)
Lapptjärnen är en sjö i Bodens kommun i Norrbotten och ingår i Luleälvens huvudavrinningsområde. Sjön har en area på 0,0699 kvadratkilometer och ligger 139,2 meter över havet. Sjön avvattnas av vattendraget Klinttjärnbäcken.

## Delavrinningsområde
Lapptjärnen ingår i det delavrinningsområde (733496-174734) som SMHI kallar för Namn saknas. Medelhöjden är 116 meter över havet och ytan är 3,62 kvadratkilometer. Det finns inga avrinningsområden uppströms utan avrinningsområdet är högsta punkten. Klinttjärnbäcken som avvattnar avrinningsområdet har biflödesordning 4, vilket innebär att vattnet flödar genom totalt 4 vattendrag innan det når havet efter 73 kilometer. Avrinningsområdet består mestadels av skog (89 procent). Avrinningsområdet har 0,07 kvadratkilometer vattenytor vilket ger det en sjöprocent på 1,8 procent.